# دالان اقتصادی پاکستان–چین
دالان اقتصادی پاکستان–چین (به اردو: پاکستان–چین اقتصادی راهداری؛ به چینی: 中国-巴基斯坦经济走廊) موسوم به سی‌پیک مجموعه‌ای از پروژه‌های زیرساختی است که هم‌اکنون در سرتاسر پاکستان در حال احداث‌اند. ارزش اقتصادی آن در ابتدا ۴۶ میلیارد دلار آمریکا بود اما اکنون به ۵۴ میلیارد دلار رسیده‌است. این طرح اقتصادی قرار است با احداث شبکه‌های حمل‌ونقلی مدرن، تولید نیروگاه‌های انرژی، و ایجاد مناطق ویژهٔ اقتصادی، زیرساخت‌های کشور پاکستان را به‌سرعت مدرن کند و اقتصاد آن کشور را قوت ببخشد. در ۱۳ نوامبر ۲۰۱۶، محموله‌های چینی از راه زمینی به بندر گوادر پاکستان حمل شدند و از آنجا از راه آبی به آفریقا و غرب آسیا فرستاده شدند. به این ترتیب این دالان اقتصادی تا اندازه‌ای عملیاتی شد.
شبکهٔ گسترده‌ای از بزرگ‌راه‌ها و راه‌آهن‌ها به عنوان بخشی از طرح دالان اقتصادی در سرتاسر پاکستان ساخته خواهند شد. طبق برآورد دولت پاکستان، شبکهٔ حمل‌ونقل عمدتاً مستعمل این کشور باعث هدررفت منابعی برابر ۳٫۵ درصد تولید ناخالص داخلی پاکستان می‌شود. شبکه‌های جدید حمل‌ونقل که به عنوان جزئی از طرح دالان اقتصادی ساخته خواهند شد، بنادر گوادر و کراچی را به شمال پاکستان، و نیز غرب چین و آسیای میانه متصل خواهند کرد. بزرگراهی به طول ۱٬۱۰۰ کیلومتر میان کراچی و لاهور ساخته خواهد شد و شاهراه قراقرم بین راولپندی و مرز چین بازسازی خواهد شد. راه‌آهن کراچی–پیشاور نیز تا سال ۲۰۱۹ توسعه خواهد یافت و پذیرای قطارهایی با سرعت ۱۶۰ کیلومتر در ساعت خواهد شد. شبکهٔ راه‌آهن پاکستان گسترش خواهد یافت تا به شبکهٔ راه‌آهن چین در کاشغر متصل شود. مدرنیزه کردن شبکه‌های حمل‌ونقلی ۱۱ میلیارد دلار هزینه بر خواهد داشت.
بیش از ۳۳ میلیارد دلار در زمینهٔ زیرساخت‌های انرژی در پاکستان سرمایه‌گذاری خواهد شد تا از مشکل کمبود مزمن انرژی در پاکستان بکاهد. در حال حاضر پاکستان بیش از ۴٬۵۰۰ مگاوات کسری انرژی دارد که زیانی معادل ۲ تا ۲٫۵ درصد تولید ناخالص داخلی را متحمل کشور می‌کند.
آثار و نتایج احتمالی طرح دالان اقتصادی بر کشور پاکستان با اجرای طرح مارشال توسط ایالات متحده در اروپای پس از جنگ جهانی دوم مقایسه شده‌است. مقامات پاکستانی پیش‌بینی می‌کنند اجرای این طرح اقتصادی ۲٫۳ میلیون شغل بین سال‌های ۲۰۱۵ تا ۲۰۳۰ به وجود آورد و رشد اقتصادی کشور را سالانه ۲ تا ۲٫۵ درصد افزایش دهد. با فرض اجرای تمام‌وکمال پروژه‌های برنامه‌ریزی‌شده، ارزش سرمایه‌گذاری‌ها در این طرح به اندازهٔ کل سرمایه‌گذاری‌های خارجی در پاکستان از ۱۹۷۰ تاکنون، و برابر ۱۷ درصد تولید ناخالص داخلی پاکستان در ۲۰۱۵ خواهد بود.

## پروژه‌های خطوط راه‌آهن
چین قصد دارد در راستای تکمیل پروژهٔ دالان اقتصادی مشترک با پاکستان موسوم به سی‌پیک در بخش راه‌آهن سرمایه‌گذاری کند. پکن با یک سرمایه‌گذاری بزرگ ۶ میلیارد و ۸۰ میلیون دلاری بیش از هزار و ۸۷۲ کیلومتر از خطوط ریلی کشور پاکستان را از جنوب تا شمال بازسازی خواهد کرد. قرار است این پروژهٔ بزرگ در سه مرحله اجرا شود و تکمیل آن نیز طبق اعلام مسئولان پاکستانی ۵ سال زمان خواهد برد. در صورتی که بازسازی‌ها به اتمام برسد سرعت حرکت قطارهای پاکستانی از (حداکثر) ۱۱۰ کیلومتر به ۱۶۰ کیلومتر در ساعت خواهد رسید. افزون‌بر این سازمان راه‌آهن پاکستان اعلام کرد تا پایان این پروژه حداقل ۱۰۰ لوکوموتیو دیگر به ناوگان خطوط راه‌آهن پاکستان اضافه خواهد شد.